# Carbonat de potassi

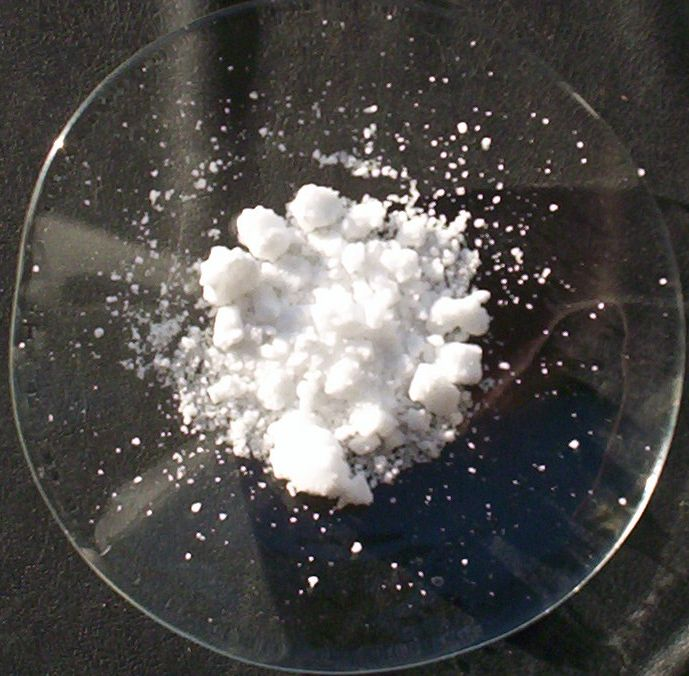
Mostra de carbonat de potassi.

El carbonat de potassi (antigament carbonat potàssic), de fórmula K₂CO₃,
és una sal blanca soluble en aigua (insoluble en alcohol), que forma solucions alcalines fortes o, cosa que és el mateix, és una sal de caràcter bàsic. Pot produir irritacions. S'acostuma a formar com producte de la reacció química entre l'hidròxid de potassi o Potassa Càustica (KOH) i el diòxid de carboni (CO₂). A més és una substància higroscòpica, que apareix sovint com un sòlid a base d'aigua. Es fa servir normalment per fabricar sabó i vidre i és el component principal de la potassa càustica tal com es troba a la natura.

## Història
El carbonat de potassi va ser identificat el 1742 per Antonio Campanella. Històricament, el carbonat de potassi s'obtenia escalfant el mineral en un forn Kiln.
A finals del segle xviii es va començar a utilitzar-lo com llevat químic del pa a Nord-amèrica.

## Fabricació
El carbonat de potassi, s'obtenia lixiviant cendres de fusta o altres vegetals cremats. Actualment s'obté per la reacció entre el diòxid de carboni i l'hidròxid de potassi obtingut per electròlisi del clorur de potassi.
KCl + H₂O → KOH + HCl
2KOH + CO₂ → K₂CO₃ + H₂O
El carbonat potàssic es pot obtenir pel mètode Leblanc (avui dia abandonat), però no es pot utilitzar el mètode Solvay per preparar-lo. Això es deu al fet que, a diferència del carbonat de sodi, el carbonat de potassi és mot soluble en aigua i no precipita en la reacció entre el clorur potàssic i el carbonat àcid d'amoni.

## Aplicacions
En el laboratori:
- Agent higroscòpic suau.
- Mesclat amb aigua fa una reacció exotèrmica.
- Electròlit en experiments de fusió freda.

A la cuina:
- Ingredient de la gelea d'herba (en anglès glass jelly), un plat xinès i asiàtic.

Altres:
- <per fabricar sabó i vidre